# Jaume Lladó i Ferragut
Jaume Lladó i Ferragut (Selva, Mallorca, 1886 - Palma, 1975) va ser un historiador balear. Va publicar l'any 1973 la seva monografia més sobreeixida, Historia del Estudio General Luliano y de la Real y Pontificia Universidad Literaria de Mallorca. Va cursar filologia i lletres, i en llicenciar-se, exercí de professor de l'Institut Ramon Llull de la ciutat de Palma. Va ser membre de l'Acadèmia de la Història. Va publicar els catàlegs dels arxius municipals de les Illes, ordenats bona part per ell, com també diverses monografies. A tall de reconeixement el seu poble natal de Selva (Mallorca) atorga de forma bianual des de l'any 1997 el Premi d'Investigació Jaume Lladó i Ferragut.